# Herbert Nadler
Herbert Nadler (* 13. Mai 1883 in Budapest; † 7. Juni 1951 ebenda) war ein ungarischer Jagdschriftsteller, Zoodirektor, Fotograf, Jäger und Zoologe.

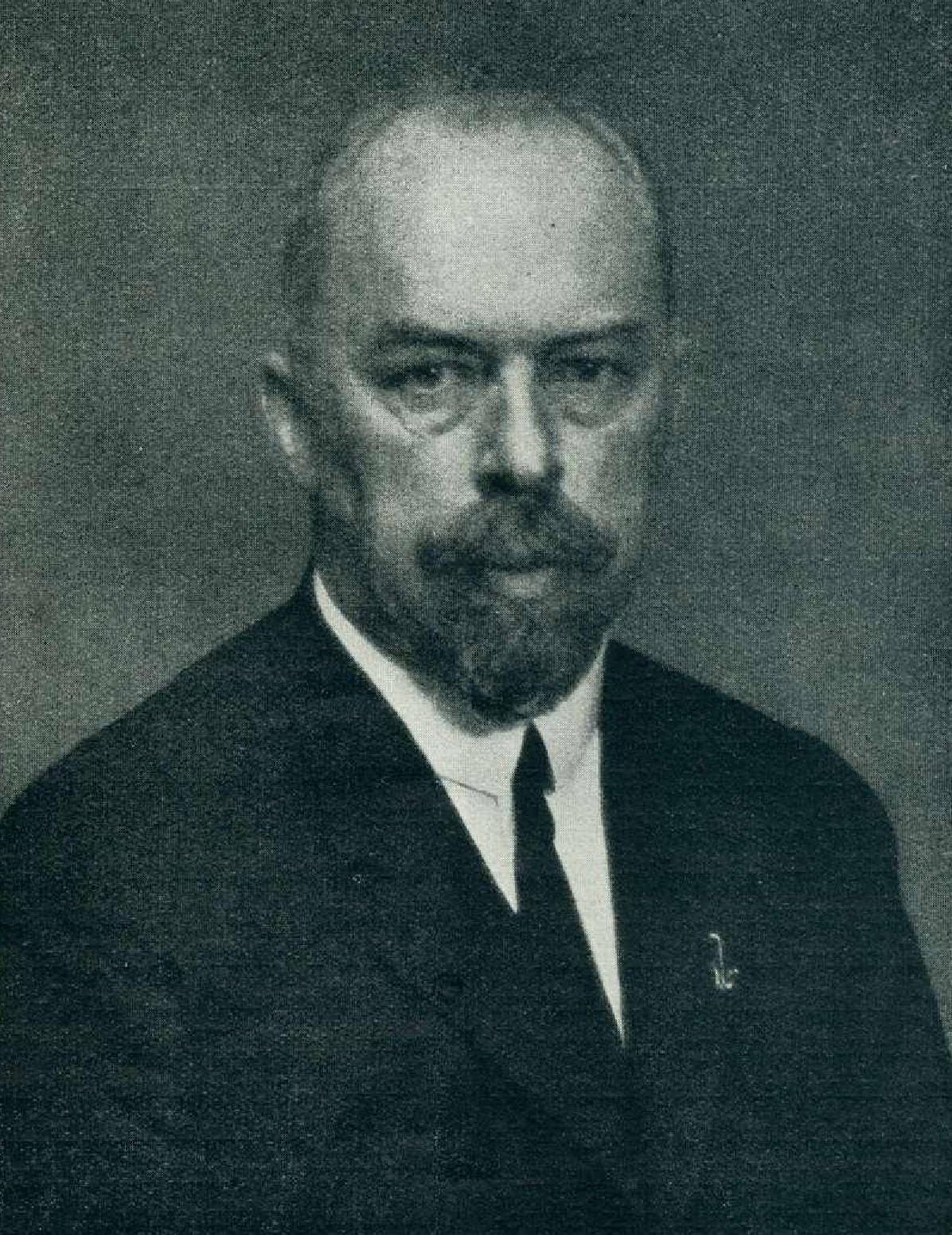
Herbert Nadler

## Leben
Sein Vater war János Nadler, ein Pharmagroßhändler, und seine Mutter Nuelleus Alice Sybilla. Nach bestandener Reifeprüfung schrieb er sich an der Königlich Ungarischen Akademie der Schönen Künste ein, wo er zwei Jahre lang Malerei studierte. 1905 trat er in die Dienste des Grafen Ervin Batthyány ein, zunächst als persönlicher Sekretär des Grafen, dann als Buchhalter des gräflichen Nachlasses in Bögöt, Komitat Vas. Er beteiligte sich an der Gründung der gräflichen Freiheitsschule und an den sie umgebenden Pressedebatten. 1916, als der Nachlass aufgelöst wurde, erhielt er eine Abfindung.
Am 1. April 1908 heiratete er in Budapest Regina Biel, die Tochter von Katalin Biel. Er ließ sich 1929 scheiden.
Ab 1929 war er Direktor des Budapester Zoos. 1937 nahm er an der Internationalen Jagdausstellung in Berlin teil. Er organisierte jedes Jahr die Trophäenausstellung des Nationalen Ungarischen Jagdschutzverbandes. International bekannt wurde sein Name durch die von ihm entwickelte Trophäenrichtformel, standardisiert für die Geweihbeurteilung (Nadlerpunkte). Nach dem Zweiten Weltkrieg beteiligte er sich am Wiederaufbau des Zoos. 1948 ging er in den Ruhestand.
Nadler führte ein Jagdtagebuch, teils auf Deutsch, teils auf Ungarisch. Dies wird im Ungarischen Landwirtschaftsmuseum aufbewahrt. Er hat mehrere unabhängige Werke veröffentlicht. 1942 wurde ihm der Titel eines Obersten Landwirtschaftsberaters verliehen.
1989 wurde seine Statue in der Zoopromenade enthüllt. Mehrere Jagdgesellschaften tragen seinen Namen.

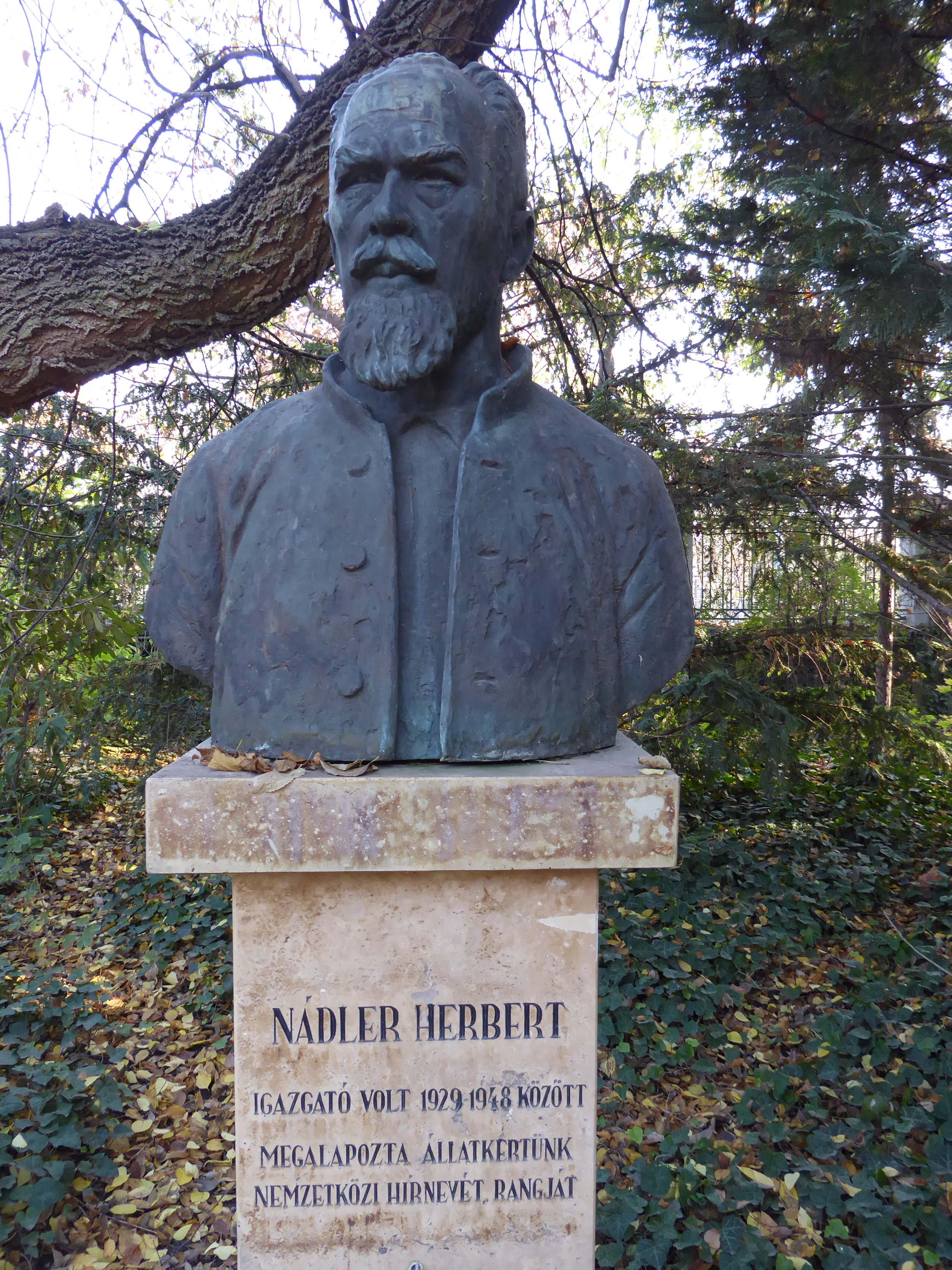
Herbert-Nadler-Büste im Budapester Zoo

## Werke
- Auf Pürsch und Ansitz (1926)
- Állatkerti séták; Szfv. Háziny., Bp., 1935
- Blätter aus meinem Jagd-Tagebuch; Vajna, Bp., 1937
- Durch die großen Wälder. Jägerfreuden in den Ost- und Südkarpaten (1943)
- Cserkészeten és lesen Nagymagyarországon. Vadászati elbeszélések eredeti fényképfelvételekkel; utószó Homonnai Zsombor; Népszava, Bp., 1990
- Őzbakok innen-onnan; vál., szerk. utószó Horváth József; Lazi, Szeged, 2019